# Prieuré de Lihons-en-Santerre
Le prieuré Saint-Pierre-et-Saint-Paul de Lihons (Somme) est un ancien monastère bénédictin dont la date de fondation est inconnue et qui disparut à la Révolution. Ce fut l'un des plus importants prieurés clunisiens du Moyen Âge.

## Histoire

### Naissance et développement du prieuré
Les origines du monastère de Lihons sont incertaines. On a évoqué une fondation mérovingienne au Ve siècle mais aucun document ne vient étayer cette hypothèse.
On sait que le monastère de Lihons dépendait au IXe siècle de l’abbaye Saint-Bertin à Saint-Omer.
En 1095, il était mentionné comme étant dans la dépendance de l’abbaye de Cluny. Il en a été fait mention dans une bulle du pape Pascal II en 1100. Sa fondation a peut-être été due à l’initiative des seigneurs de Nesle mais aucun document ne le prouve.
En 1202, Enguerran II de Boves fit une donation au prieuré.
En 1232, Jean de Nesle, et Mathieu abbé de Breteuil furent choisis comme arbitres d'un litige entre le prieuré de Lihons et Robert II, seigneur de Boves.
Le monastère possédait une forteresse dans son enclos comme le montre un plan de 1745.
Le prieuré fut dévasté par les Anglais en 1439 et relevé au XVIe siècle. Le logis prieural fut reconstruit au XVIIIe siècle avec terrasse, parterres et jardins.

### Puissance et richesse du prieuré
Au XIIIe siècle, le prieuré de Lihons accueillait 35 moines, il était à la tête d’un réseau monastique picard, dont la formation remontait au XIIe siècle, regroupant huit prieurés : ceux de Boves, Brétigny (près de Noyon), Davenescourt, Méricourt-sur-Somme, Notre-Dame-en-Faves, Quierzy, Roquemaure, et Saint-Aurin.
Il possédait en outre la cure de vingt-quatre paroisses du Santerre. C'était l'un des plus importants des treize doyennés-prieurés de l'ordre de Cluny, placé troisième dans une charte de Louis VI le Gros de 1109. Les propriétés foncières du prieuré s'élevaient à plus de 2 000 ha.
Ce réseau monastique entrait dans le jeu politique des rois de France et de l’abbaye de Cluny qui cherchaient à limiter l’influence de l’abbaye de Corbie.
Au XVIIIe siècle, les revenus du prieuré s’élevaient à 25 000 livres dont 20 000 pour le prieur commendataire, 1 000 pour le prieur claustral, le reste étant attribué aux moines. Ses biens fonciers (terres labourables, prés et forêts) équivalaient à plus de 2 000 ha essentiellement situés dans le Santerre. En outre, le prieur commendataire était seigneur de Lihons, il exerçait les pouvoirs de haute et basse justices.

### Déclin et disparition du prieuré
En 1330, le prieuré de Lihons comptait encore 26 moines, en 1449, il n'en comptait plus que 8.
À la veille de la Révolution, le monastère ne comptait plus officiellement que huit religieux dont un infirme et deux absents.
Le dernier prieur commendataire, l'abbé Maury, fut élu député du clergé du bailliage de Péronne aux états généraux en 1789. Il fut un adversaire acharné de la Révolution, émigra, fut fait cardinal par le pape Pie VI, rentra en France sous l'Empire, se rallia à Napoléon Ier et accepta la charge de cardinal-archevêque de Paris malgré l'opposition du pape. Il fut disgracié sous la Restauration par Louis XVIII et par le pape Pie VII.
Déclaré bien national en 1790, le prieuré fut supprimé et mis en vente. Au XIXe siècle, on pouvait encore voir une grange, les écuries, le logement des domestiques et des remises.
La Grande Guerre a détruit ces derniers vestiges.

## Liste des prieurs depuis 1095
Les listes suivantes sont dressées d'après l'ouvrage de l'Abbé Paul Decagny, Histoire de l'arrondissement de Péronne et de plusieurs localités circonvoisines, 1865 – réédition, Chaulnes et ses environs, Paris Res Universis 1992, Rassort Lorisse, 2006  (ISBN 2-87760-916-2) :

### Prieurs réguliers
- Pierre,
- Drogo, 1108- ?
- Hugues, 1110
- Gerbert, 1113
- Pierre II, 1126
- Hubert, 1127
- Hugues II, 1128
- Pierre III, 1130
- Milon, 1131
- Enguerrand, 1135
- Asso, 1140
- Drogo II, 1142
- Gautier, 1160
- Asso II, 1164
- Hubert II, 1185
- Pierre IV, 1192-1199
- Asso III, 1200
- Raso, 1203
- Asso IV, 1205
- Hervé, 1220
- Primold, 1244-1249
- Hugues III, 1255-1290
- Laurent, 1303
- Gui de La Bruière, 1317
- Raymond, 1329-1358
- Guillaume, 1364
- Raymond II, 1388
- Jacques de Ranson, 1430, chapelain de Philippe de Bourgogne
- Jean de Fontaine dit Agnieulx de La Neuville, 1432, ambassadeur du duc de Bourgogne au Concile de Bâle en 1438.

### Prieurs commendataires
- Guillaume II Marafin, 1488, évêque de Noyon
- Philippe de La Chambre,  -1547, cardinal de Saint-Étienne
- Nicolas de Pellevé, 1589, évêque d'Amiens, puis archevêque de Sens, puis cardinal-archevêque de Reims
- Abbé de Fiennes, 1634
- Abbé Marion, 1650
- Henri Oswald de La Tour d'Auvergne, 1694, cardinal
- Jean-Jacques de Mesmes, 1730
- Jean Ozanne, 1734, seigneur de Basville
- Nicolas Thyrel de Boismont, 1757
- Cardinal de Leunaucourt, 1780
- Jean Siffrein Maury, 1786, puis cardinal archevêque de Paris sous l’Empire.

## Pour approfondir